# Critics Choice Movie Award de melhor atriz em filme internacional
O Critics' Choice Movie Award de Melhor Atriz Internacional é um prêmio concedido no Critics' Choice Movie Awards anual. A categoria foi criada no ano de 2024 e teve como a primeira atriz premiada a brasileira Fernanda Torres pelo filme Ainda Estou Aqui. Os prêmios são apresentados pela Broadcast Film Critics Association (BFCA).

## Vencedores

### Década de 2020
| Ano  | Atriz           | Personagem   | Filme            |
| ---- | --------------- | ------------ | ---------------- |
| 2024 | Fernanda Torres | Eunice Paiva | Ainda Estou Aqui |